# الزقوم (مسلسل)
الزقوم هو مُسلسل درامي إماراتي أُنتج عام 2022م.

## قصة العمل
في فترة الأربعينيات، يستولى الصديقان عبد العزيز، وناصر، على إرث أحد الأثرياء، ويهربان أثناء تفشي الوباء، وينجحان في إقامة مشاريع كبيرة، ويعيشان مع عائلتهما في رخاء وثراء، ولكن لا يستمر هذا طويلا حيث ينقلب عليهما الحال، ويذيقان سويا ثمرة المال الحرام.